# Lepisorus clathratus
Lepisorus clathratus är en stensöteväxtart som först beskrevs av Charles Baron Clarke och som fick sitt nu gällande namn av Ren-Chang Ching.
Lepisorus clathratus ingår i släktet Lepisorus och familjen Polypodiaceae. Inga underarter finns listade i Catalogue of Life.